# Lijst van voetbalinterlands Saoedi-Arabië - Trinidad en Tobago
Deze lijst van voetbalinterlands is een overzicht van alle officiële voetbalwedstrijden tussen de nationale teams van Saoedi-Arabië en Trinidad en Tobago. De landen speelden tot op heden vijf keer tegen elkaar. De eerste ontmoeting, een vriendschappelijke wedstrijd, werd gespeeld in Pomona (Verenigde Staten) op 4 juni 1994. Voor het Saoedi-Arabisch voetbalelftal was dit een oefenwedstrijd in de voorbereiding op het Wereldkampioenschap voetbal 1994. Het laatste duel, een groepswedstrijd tijdens de CONCACAF Gold Cup 2025, vond plaats op 22 juni 2025 in Paradise (Verenigde Staten).

## Wedstrijden
| № | Plaats   | Datum            | Competitie             | Wedstrijd                          | Uitslag |
| - | -------- | ---------------- | ---------------------- | ---------------------------------- | ------- |
| 1 | Pomona   | 4 juni 1994      | Vriendschappelijk      | Trinidad en Tobago – Saoedi-Arabië | 2 – 3   |
| 2 | Cannes   | 9 mei 1998       | Vriendschappelijk      | Saoedi-Arabië – Trinidad en Tobago | 2 – 1   |
| 3 | Riyad    | 9 september 2013 | Vriendschappelijk      | Saoedi-Arabië − Trinidad en Tobago | 1 − 3   |
| 4 | Riyad    | 17 december 2024 | Vriendschappelijk      | Saoedi-Arabië − Trinidad en Tobago | 3 − 1   |
| 5 | Paradise | 22 juni 2025     | CONCACAF Gold Cup 2025 | Saoedi-Arabië − Trinidad en Tobago | 1 − 1   |

## Samenvatting
| Competitie        | Totaal gespeeld | Winst Saoedi-Arabië | Gelijk | Winst Trinidad en T. | Doelsaldo Saoedi-Arabië – Trinidad en T. |
| ----------------- | --------------- | ------------------- | ------ | -------------------- | ---------------------------------------- |
| CONCACAF Gold Cup | 1               | 0                   | 1      | 0                    | 1 – 1                                    |
| Vriendschappelijk | 4               | 3                   | 0      | 1                    | 9 – 7                                    |
| Totaal            | 5               | 3                   | 1      | 1                    | 10 – 8                                   |

## Details

### Derde ontmoeting
| Vriendschappelijk (Riyad, Saoedi-Arabië, 9 september 2013): |              | |
| Saoedi-Arabië | 1 – 3        | Trinidad en Tobago |
| Naif Hazazi 47' | goals        | 4' Kenwyne Jones 5' Kenwyne Jones 86' Andre Boucaud |
| Juan Ramon López Caro | bondscoach   | Stephen Hart |
| Abdullah Al Maiouf 46' Yasser Al-Shahrani Omar Hawsawi Kamel Al-Mousa Abdullah Al Asta Ahmed Otaif 75' Saud Kariri Yahya Al-Shehri Shaye Ali Sharahili 64' Fahad Al-Muwallad 84' Naif Hazazi                                        | opstellingen | Marvin Phillip Justin Hoyte Radanfah Abu Bakr Sheldon Bateau Robert Primus 75' Khaleem Hyland Andre Boucaud 87' Lester Peltier 39' Kenwyne Jones Kevin Molino 82' Willis Plaza |
| Fawaz Al-Qarni 46' Nawaf Al Abed 64' Yousef Al-Salem 75' Mustafa Al-Bassas 84' Waleed Abdullah Abdullah Al-Sudairy Mansoor Al-Harbi Osama Hawsawi Sultan Al-Bishi Ahmed Assiri Taisir Al-Jassim Hamdan Al-Hamdan Mohammed Abusabaan | wissels      | 39' Marcus Joseph 75' Densill Theobald 82' Ataullah Guerra 87' Kevan George Glenroy Samuel Jan Michael Williams Aubrey David Curtis Gonzales Mekeil Williams                   |
| Saud Kariri 57' Fahad Al-Muwallad 65' Faryd Omar Hawsawi 89' | gele kaarten | 28' Andre Boucaud 46' Radanfah Abu Bakr 60' Khaleem Hyland 67' Justin Hoyte 87' Lester Peltier 89' Kevin Molino                                                                |

SAFF · A-internationals · Selecties · Bondscoaches · Statistieken · Saoedi-Arabisch vrouwenelftal · Saoedi-Arabië U21 · Saoedi-Arabië U20 · Saoedi-Arabië U19 · Saoedi-Arabië U18 · Saoedi-Arabië U17
1950 – 1959 · 
1960 – 1969 · 
1970 – 1979 · 
1980 – 1989 · 
1990 – 1999 · 
2000 – 2009 · 
2010 – 2019 ·
2020 − 2029
WK 1994 · 
WK 1998 · 
WK 2002 · 
WK 2006 · 
WK 2018
OS 1984 · 
OS 1996 · 
OS 2020
1957 · 
1958 · 1959 · 1960 · 
1961 · 
1962 · 
1963 · 
1964 · 1965 · 1966 · 
1967 · 
1968 · 
1969 · 
1970 · 
1971 · 
1972 · 
1973 · 
1974 · 
1975 · 
1976 · 
1977 · 
1978 · 
1979 · 
1980 · 
1981 · 
1982 · 
1983 · 
1984 · 
1985 · 
1986 · 
1987 · 
1988 · 
1989 · 
1990 · 
1991 · 
1992 · 
1993 · 
1994 · 
1995 · 
1996 · 
1997 · 
1998 · 
1999 · 
2000 · 
2001 · 
2002 · 
2003 · 
2004 · 
2005 · 
2006 · 
2007 · 
2008 · 
2009 · 
2010 · 
2011 · 
2012 · 
2013 ·
2014 ·
2015 ·
2016 ·
2017 ·
2018 ·
2019 ·
2020 ·
2021 ·
2022 ·
2023
Afghanistan · 
Albanië ·
Algerije · 
Angola · 
Argentinië · 
Australië · 
Azerbeidzjan · 
Bahrein · 
Bangladesh · 
België · 
Bhutan · 
Bolivia · 
Brazilië · 
Bulgarije · 
Cambodja ·
Canada · 
Chili · 
China · 
Colombia ·
Congo-Brazzaville · 
Congo-Kinshasa · 
Costa Rica · 
Cyprus · 
Denemarken · 
Duitsland · 
Ecuador ·
Egypte · 
Engeland · 
Equatoriaal-Guinea ·
Estland · 
Finland · 
Frankrijk · 
Gabon · 
Gambia ·
Georgië · 
Ghana · 
Griekenland ·
Haïti · 
Honduras · 
Hongarije · 
Hongkong · 
Ierland · 
IJsland · 
India · 
Indonesië · 
Irak · 
Iran · 
Italië ·
Jamaica · 
Japan · 
Jemen · 
Jordanië · 
Kameroen · 
Kazachstan · 
Kirgizië · 
Koeweit · 
Kroatië ·
Laos ·
Letland ·
Libanon · 
Libië · 
Liechtenstein · 
Litouwen ·
Luxemburg · 
Macau ·  
Maleisië · 
Mali · 
Marokko · 
Mauritanië · 
Mexico · 
Moldavië ·
Mongolië · 
Namibië · 
Nederland · 
Nepal · 
Nieuw-Zeeland · 
Nigeria · 
Noord-Korea ·
Noord-Macedonië ·
Noorwegen ·
Oeganda · 
Oekraïne · 
Oezbekistan · 
Oman · 
Oost-Timor ·
Pakistan ·
Palestina · 
Panama ·
Paraguay · 
Peru ·
Polen · 
Portugal · 
Qatar · 
Rusland · 
Schotland · 
Senegal · 
Singapore · 
Slovenië · 
Slowakije · 
Soedan · 
Spanje · 
Sri Lanka · 
Syrië · 
Tadzjikistan · 
Taiwan · 
Tanzania · 
Thailand · 
Togo · 
Trinidad en Tobago · 
Tsjechië · 
Tunesië · 
Turkije · 
Turkmenistan · 
Uruguay · 
Venezuela · 
Verenigde Arabische Emiraten · 
Verenigde Staten · 
Vietnam · 
Wales · 
Wit-Rusland · 
Zambia ·
Zimbabwe ·
Zuid-Afrika · 
Zuid-Jemen · 
Zuid-Korea · 
Zweden
Argentinië (1992) · 
Argentinië (2022) · 
Egypte (2018) · 
Oekraïne (2006) · 
Rusland (2018) ·
Spanje (2006) ·
Tunesië (2006) ·
Uruguay (2018)
TTFF · A-internationals · Bondscoaches · Selecties · Statistieken · Olympisch elftal · Vrouwenelftal van Trinidad en Tobago · Trinidad U21 · Trinidad U19 · Trinidad U17
Gold Cup 1991 · 
Gold Cup 1993 · 
Gold Cup 1996 · 
Gold Cup 1998 · 
Gold Cup 2000 · 
Gold Cup 2002 · 
Gold Cup 2005 · 
Gold Cup 2007 · 
Gold Cup 2009 · 
Gold Cup 2011 · 
Gold Cup 2013
WK 2006
1934 · 
1935 · 
1936 · 
1937 · 
1938 · 
1939 · 
1940 · 
1941 · 
1942 · 
1943 · 
1944 · 
1945 · 
1946 · 
1947 · 
1948 · 
1949 · 
1950 · 
1951 · 
1952 · 
1953 · 
1954 · 
1955 · 
1956 · 
1957 · 
1958 · 
1959 · 
1960 · 
1961 · 
1962 · 
1963 · 
1964 · 
1965 · 
1966 · 
1967 · 
1968 · 
1969 · 
1970 · 
1971 · 
1972 · 
1973 · 
1974 · 
1975 · 
1976 · 
1977 · 
1978 · 
1979 · 
1980 · 
1981 · 
1982 · 
1983 · 
1984 · 
1985 · 
1986 · 
1987 · 
1988 · 
1989 · 
1990 · 
1991 · 
1992 · 
1993 · 
1994 · 
1995 · 
1996 · 
1997 · 
1998 · 
1999 · 
2000 · 
2001 · 
2002 · 
2003 · 
2004 · 
2005 · 
2006 · 
2007 · 
2008 · 
2009 · 
2010 · 
2011 · 
2012 · 
2013 · 
2014 ·
2015 ·
2016 ·
2017 ·
2018 ·
2019 ·
2020 ·
2021 ·
2022 ·
2023 ·
2024 ·
2025
Anguilla · 
Antigua en Barbuda ·
Argentinië ·
Azerbeidzjan · 
Bahama's ·
Bahrein · 
Barbados · 
Belize · 
Bermuda · 
Bolivia ·
Botswana · 
Britse Maagdeneilanden · 
Canada · 
Chili · 
China · 
Colombia · 
Costa Rica · 
Cuba · 
Curaçao · 
Dominicaanse Republiek ·
Ecuador ·
Egypte ·
El Salvador ·
Engeland ·
Estland ·
Finland ·
Ghana ·
Grenada ·
Guatemala ·
Guyana ·
Haïti ·
Honduras ·
Ierland ·
IJsland ·
India ·
Irak ·
Iran ·
Jamaica ·
Japan ·
Jordanië ·
Kaaimaneilanden · 
Kenia · 
Koeweit ·
Marokko ·
Mexico ·
Montserrat ·
Nederlandse Antillen ·
Nicaragua ·
Nieuw-Zeeland ·
Noord-Ierland ·
Noorwegen · 
Oostenrijk · 
Panama ·
Paraguay ·
Peru ·
Puerto Rico ·
Roemenië ·
Saint Kitts en Nevis ·
Saint Lucia ·
Saint Vincent en de Grenadines ·
Saoedi-Arabië · 
Schotland ·
Slovenië ·
Suriname ·
Tadzjikistan ·
Taiwan ·
Thailand ·
Tsjechië · 
Uruguay · 
Venezuela · 
Verenigde Arabische Emiraten ·
Verenigde Staten ·
Wales · 
Zuid-Afrika ·
Zuid-Korea ·
Zweden
Engeland (2006) · 
Paraguay (2006) · 
Zweden (2006)